# Glostrup Kommune

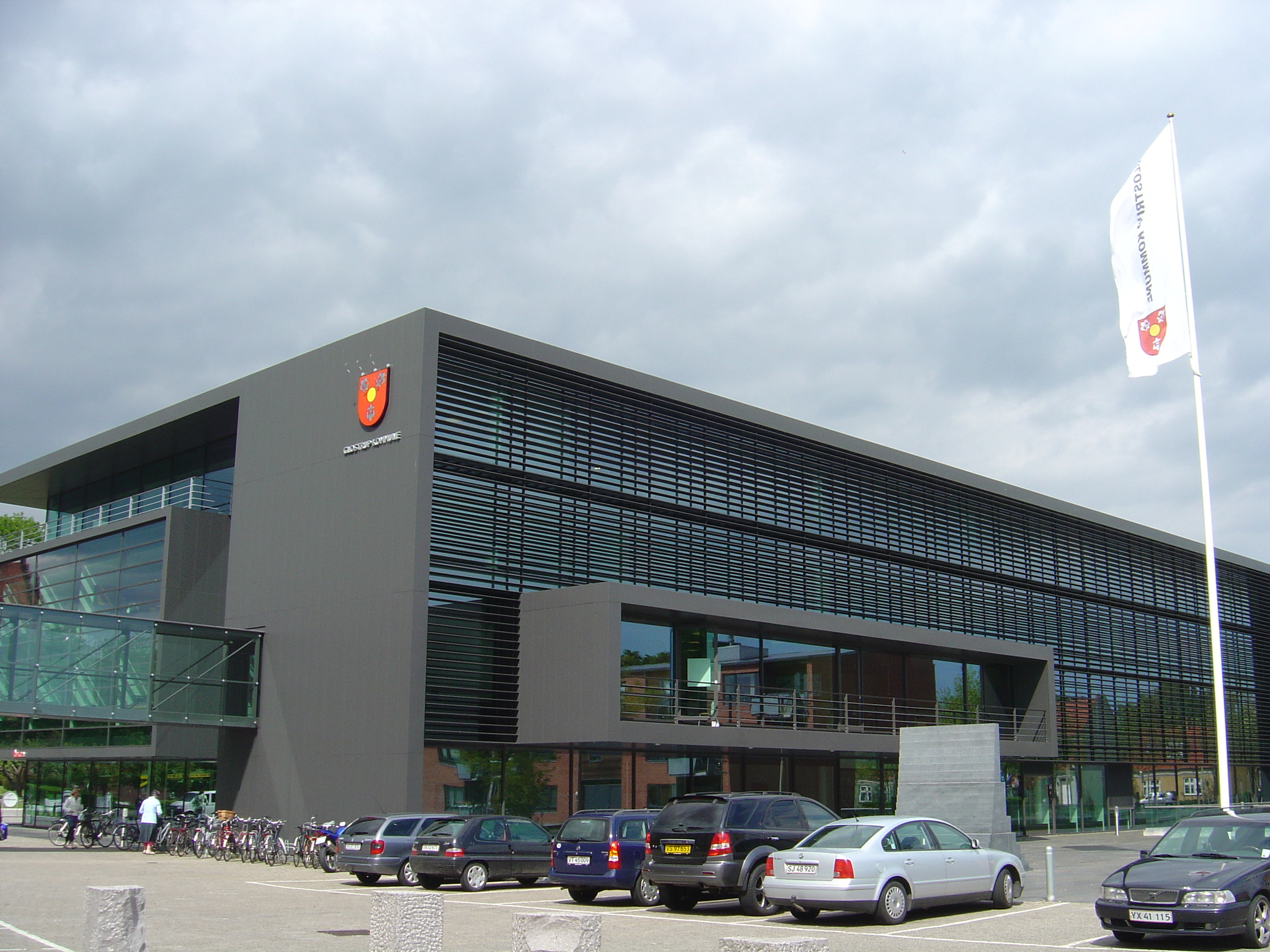
Rathaus Glostrup

Glostrup Kommune [ˈg̊loːˀsd̥ʁob̥] ist eine Kommune im Nordosten der dänischen Insel Sjælland und Bestandteil des geschlossenen Siedlungsgebietes Hovedstadsområdet.
Innerhalb der Region Hovedstaden gehört die Kommune mit einer Fläche von 13,30 km² und 23.635 Einwohnern (Stand 1. Januar 2023) zu den kleineren Kommunen. Sie gehörte vor 1970 zur Harde Smørum Herred im Københavns Amt und wurde mit der dänischen Verwaltungsreform 1970 eine eigene Kommune im verkleinerten Københavns Amt. 1974 wurde Avedøre Sogn, das bis dahin zur Glostrup Kommune gehört hatte, in die Hvidovre Kommune überführt. Bei der Kommunalreform 2007 wurde die Glostrup Kommune der Region Hovedstaden zugeordnet.

## Entwicklung der Einwohnerzahl
| Einwohnerzahl (1. Januar) | Einwohnerzahl (1. Januar) |
| ------------------------- | ------------------------- |
| 1980                      | 19.573                    |
| 1985                      | 19.696                    |
| 1990                      | 19.747                    |
| 1995                      | 20.263                    |
| 1999                      | 20.102                    |
| 2000                      | 20.229                    |
| 2003                      | 20.586                    |
| 2005                      | 20.785                    |
| 2010                      | 21.296                    |
| 2023                      | 23.635                    |

## Kirchspiel Glostrup Sogn
Die Kirchspielsgemeinde (dän.: Sogn) Glostrup Sogn, die mit der Kommune flächenidentisch ist, war von 2001 bis 2013 das bevölkerungsreichste Sogn in Dänemark. In der Gemeinde liegen die Kirchen Glostrup Kirke und Østervangkirken.

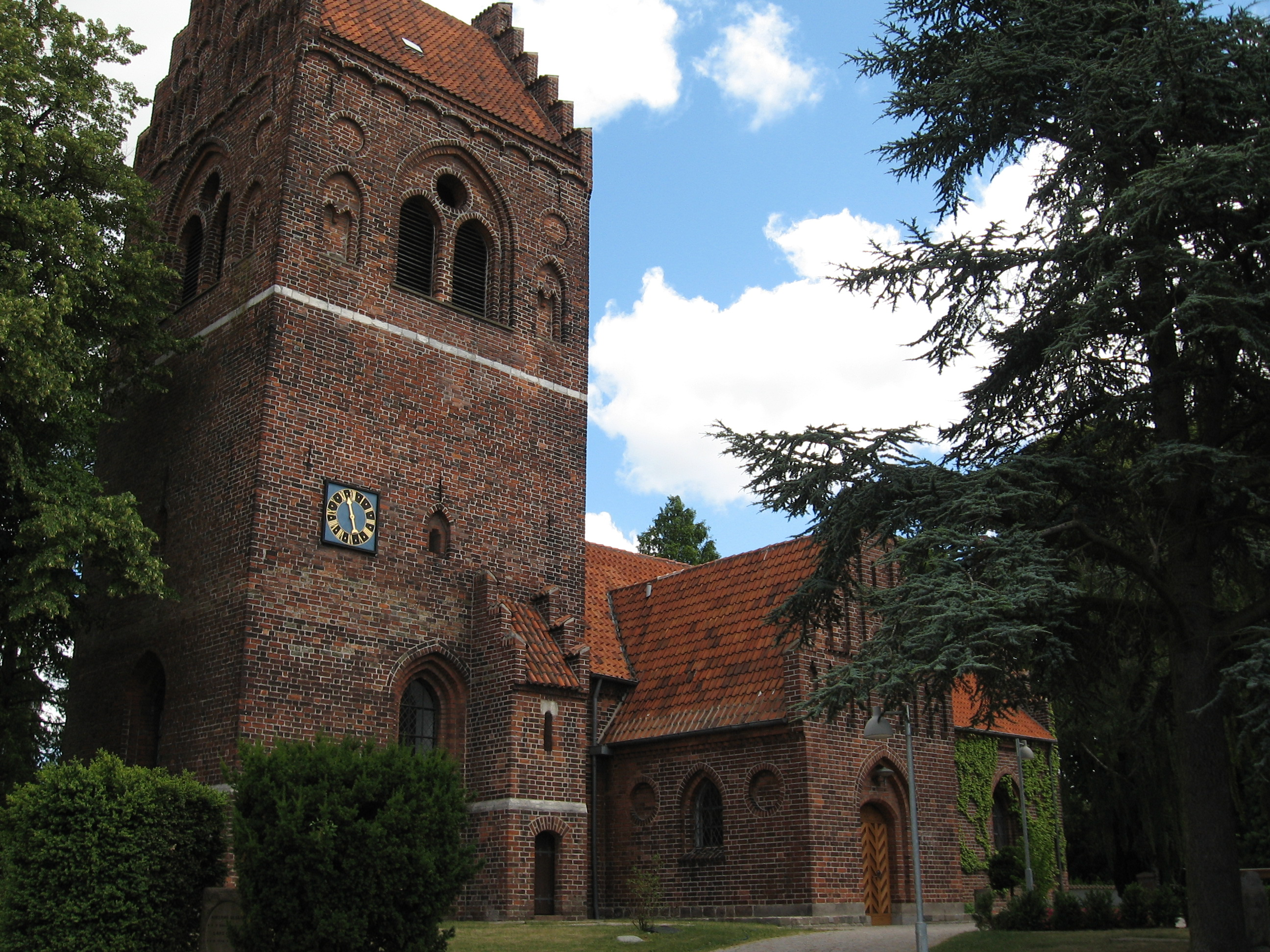
Glostrup Kirke
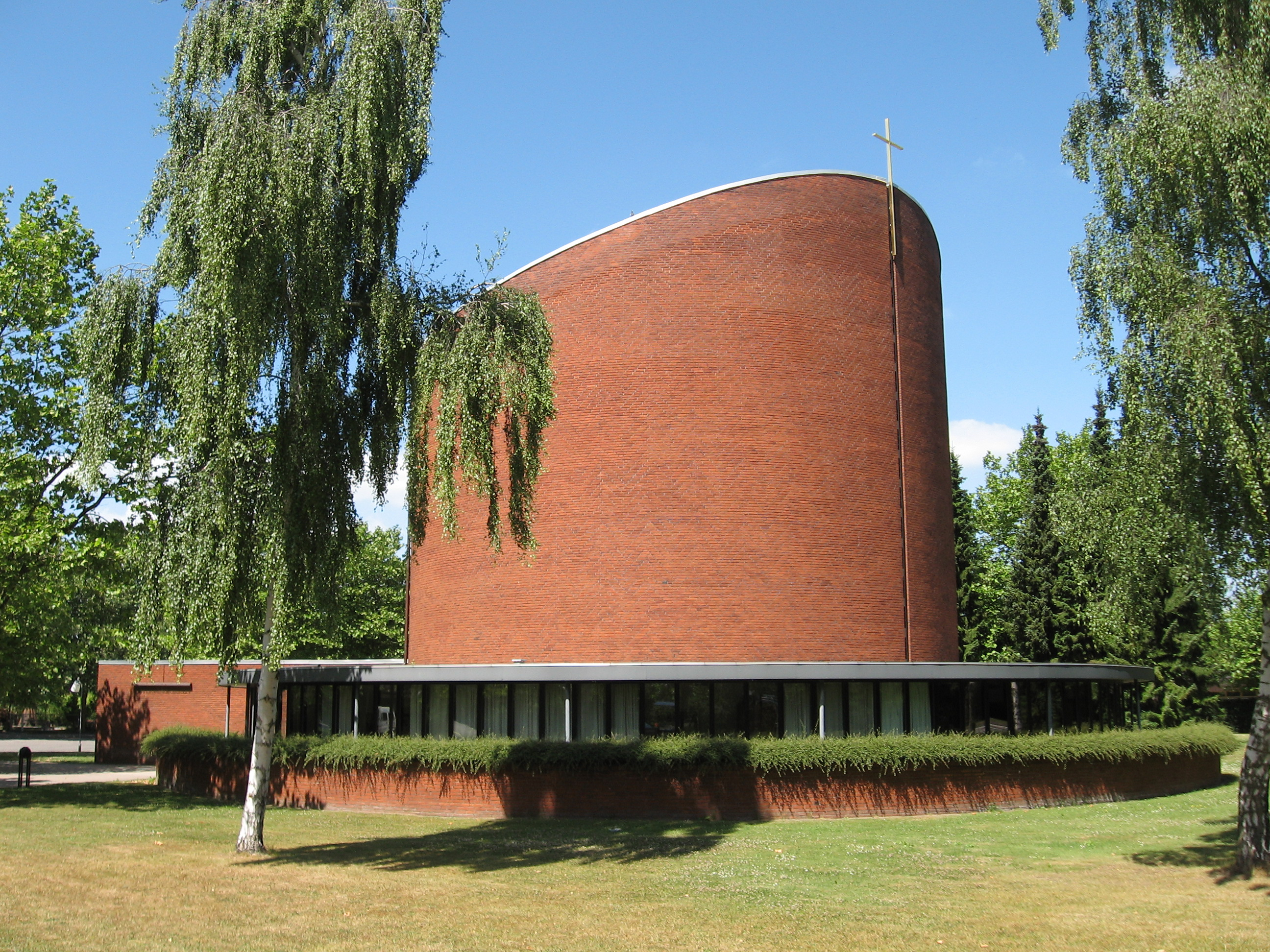
Østervangkirken

## Söhne und Töchter der Kommune
- Mogens Frey (* 1941), Radrennfahrer
- Flemming Enevold (* 1952), Schauspieler und Theaterintendant
- Søren Busk (* 1953), Fußballspieler
- Kjeld Rasmussen (1954–2025), Sportschütze
- Jan Sørensen (1955–2024), Fußballspieler
- Lars Olsen (* 1961), Fußballspieler und -trainer
- Claus Christiansen (* 1967), Fußballnationalspieler (Europameister 1992)
- Margrethe Vestager (* 1968), Politikerin
- René Henriksen (* 1969), Fußballspieler
- Frederik Fetterlein (* 1970), Tennisspieler
- Morten Wieghorst (* 1971), Fußballspieler
- Rikke Sandhøj (* 1972), Radrennfahrerin
- Nikolaj Lie Kaas (* 1973), Schauspieler
- Cecilie Stenspil (* 1979), Schauspielerin
- Denise Dupont (* 1984), Curlerin
- Dennis Cagara (* 1985), Fußballspieler
- Madeleine Dupont (* 1987), Curlerin
- Martin Hansen (* 1990), Fußballspieler
- Maria Cordsen (* 1994), Schauspielerin und Hörspielsprecherin
- Siw Aabech (* 1997), Handballspielerin
- Rasmus Kjær (* 1998), Badmintonspieler
- Lirim Qamili (* 1998), Fußballspieler
- Thea Jensen (* 1999), Kugelstoßerin

## Partnerstädte
Glostrup hat folgende Städtepartnerschaften:
- Schweden: Landskrona
- Lettland: Talsi
- Finnland: Kotka